# Prinzensicht

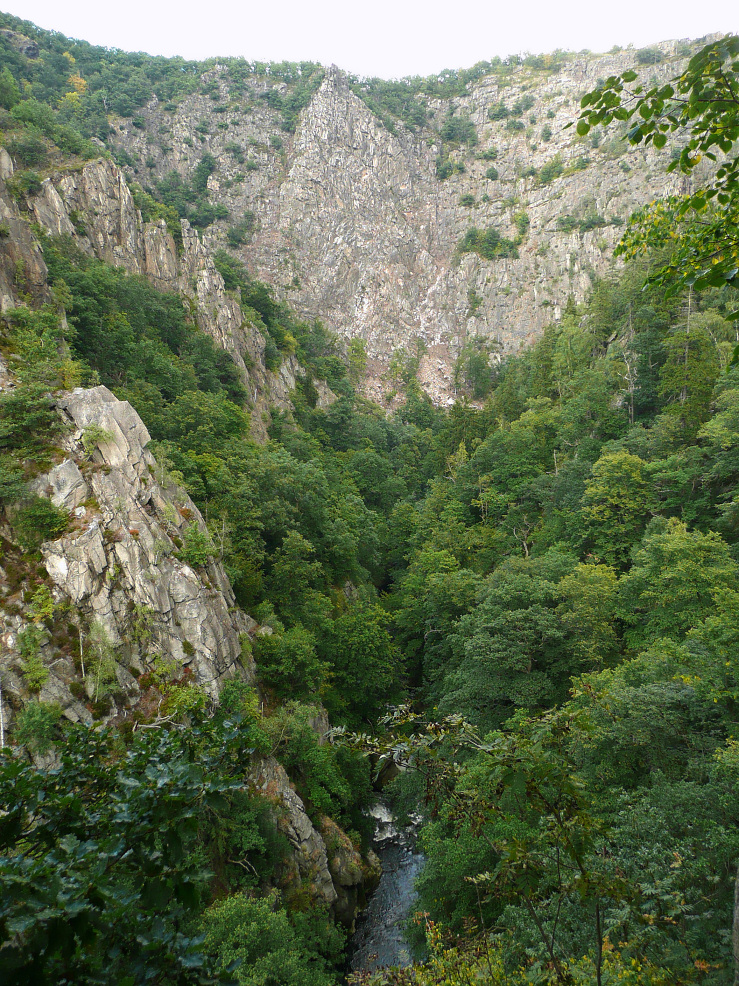
Prinzensicht: unten die Bode, oben rechts Rosstrappenmassiv

Die Prinzensicht im Harz ist ein Aussichtspunkt im Bodetal nahe Thale im Landkreis Harz, Sachsen-Anhalt.

## Geographische Lage
Die Prinzensicht liegt im Unterharz im Naturpark Harz/Sachsen-Anhalt. Sie befindet sich etwa 3 km südwestlich von Thale und 800 m (jeweils Luftlinie) nordwestlich der La Viershöhe oberhalb des Bodetales. Vom auf 418 m ü. NN (anderen Angaben zufolge 436 m ü. NN) im Wald befindlichen Aussichtspunkt fällt die Landschaft nach Norden zur Bode hin ab, die dort auf rund 225 m Höhe liegt.

## Wandern
Die Prinzensicht ist zum Beispiel von der vorgenannten La Viershöhe, die sich westlich der von Thale nach Friedrichsbrunn führenden Landesstraße 240 befindet, oder aus dem Bodetal kommend auf Wanderwegen zu erreichen. Sie ist als Nr. 70 in das System der Stempelstellen der Harzer Wandernadel einbezogen; der Stempelkasten (⊙) befindet sich am zum Aussichtspunkt führenden Pfad – etwa 150 m südöstlich der Prinzensicht. Etwas westlich hiervon befindet sich der Bodetalblick. Vom Aussichtspunkt fällt der Blick in das Bodetal und unter anderem zum an dessen Nordrand stehenden Bibrakreuz.